# داء ديداني
دواد  أو داء ديداني المعروف أيضًا باسم عدوى الديدان، هو أي مرض طفيلي يصيب البشر والحيوانات الأخرى يصاب فيه جزء من الجسم بالديدان الطفيلية، المعروفة باسم هيلمنتس. هناك أنواع عديدة من هذه الطفيليات، التي تصنف على نطاق واسع إلى الديدان الشريطية، والمثقوبات، والديدان الأسطوانية. غالبًا ما تعيش في الجهاز الهضمي لمضيفها، لكنها قد تختبأ أيضًا في أعضاء أخرى، حيث تتسبب بحدوث أضرار فسيولوجية.
يعد داء البلهارسيات والديدان الطفيلية المنقولة بالتربة من أهم أنواع الديدان الطفيلية، ومن بين الأمراض المدارية المهملة. كان هذه المجموعة من الديدان الطفيلية ضمن أهداف العمل المشترك لشركات الأدوية الرائدة في العالم والمنظمات غير الحكومية من خلال مشروع أطلق في عام 2012 يسمى إعلان لندن بشأن الأمراض المدارية المهملة، والذي يهدف إلى السيطرة أو القضاء على بعض الأمراض المدارية المهملة بحلول عام 2020.
وُجد أن داء الديدان الطفيلية يؤدي إلى سوء نتائج الولادة، وضعف التطور المعرفي، وضعف الأداء في المدرسة والعمل، وسوء التنمية الاجتماعية والاقتصادية، والفقر. تعتبر الأمراض المزمنة، وسوء التغذية، وفقر الدم أمثلة إضافية عن الآثار الجانبية.
يعتبر داء الديدان الطفيلية المنقولة بالتربة مسؤولًا عن العدوات الطفيلية لحوالي ربع سكان العالم. أحد الأمثلة المعروفة على داء الديدان الطفيلية المنقولة بالتربة هو داء الأسكارس.

## العلامات والأعراض
تعتمد علامات وأعراض داء الديدان الطفيلية على عدد من العوامل تتضمن: موقع الإصابة ضمن الجسم؛ نوع الدودة المعنية؛ عدد الديدان وحجمها؛ نوع الضرر الذي تسببه الديدان الغازية؛ والاستجابة المناعية للجسم. عندما يكون الحمل الطفيلي في الجسم خفيفًا، قد لا تكون هناك أعراض.
قد تسبب بعض الديدان مجموعات معينة من الأعراض. على سبيل المثال، يمكن أن يؤدي داء الشريطيات إلى نوبات صرع بسبب داء الكيسات المذنبة العصبي.

### الكتلة والحجم
في الحالات الشديدة من الإصابة بالأمعاء، قد تتسبب كتلة الديدان وحجمها في تمزق الطبقات الخارجية لجدار الأمعاء، مثل الطبقة العضلية. قد يؤدي هذا إلى التهاب البريتون، والانفتال، والغرغرينا في الأمعاء.

### الاستجابة المناعية
تحفز الديدان الطفيلية، باعتبارها من مسببات الأمراض في الجسم، حدوث استجابة مناعية. وتحدث تغيرات التهابية متوسطة بالمناعة في الجلد، والرئة، والكبد، والأمعاء، والجهاز العصبي المركزي، والعينين. قد تتضمن علامات الاستجابة المناعية في الجسم كثرة اليوزينات، والاستسقاء، والتهاب المفاصل. أحد الأمثلة على الاستجابة المناعية هو فرط التحسس الذي قد يؤدي إلى صدمة الحساسية. مثال آخر هو هجرة يرقات الأسكاريس عبر الشعب الهوائية في الرئتين مسببةً الربو.

## التأثيرات الجانبية

### التغيرات المناعية
عند البشر، تستجيب الخلايا التائية والحمضات للإصابة بالديدان الطفيلية. يؤدي الالتهاب إلى تمحفظ البيض المترسب في جميع أنحاء الجسم. تفرز الديدان الطفيلية مواد سامة في الأمعاء بعد أن تتغذى. تدخل بعد ذلك هذه المواد إلى الدورة الدموية والجهاز اللمفاوي لجسم المضيف.
قد تؤدي الاستجابات المناعية المزمنة لداء الديدان الطفيلية إلى زيادة القابلية للإصابة بأمراض أخرى مثل السل، وفيروس العوز المناعي البشري، والملاريا. هناك معلومات متضاربة حول ما إذا كان علاج الديدان يقلل من تطور فيروس نقص المناعة البشرية والحمل الفيروسي ويزيد من تعداد كتلة التمايز4 عند الأفراد عديمي أوذوي الخبرة الذين تلقوا علاجًا مضادًا للفيروسات القهقرية، على الرغم أن أحدث مراجعات مؤسسة كوكرين وجدت بعض الأدلة على أن هذا النهج قد يكون ذو تأثيرات إيجابية.

### الأمراض المزمنة
قد يسبب داء الديدان الطفيلية المزمنة أمراضاً شديدة. وجد أن داء الديدان الطفيلية يؤدي إلى سوء نتائج الولادة، وضعف التطور المعرفي، وضعف الأداء في المدرسة والعمل، وانخفاض الإنتاجية، وضعف التنمية الاجتماعية والاقتصادية، والفقر.

### سوء التغذية
قد يسبب داء الديدان الطفيلية أمراضًا مزمنة من خلال سوء التغذية بما في ذلك نقص الفيتامينات، ونقص النمو، وفقر الدم، وسوء التغذية بالبروتين والطاقة. تنافس الديدان مضيفيها بشكل مباشر للحصول على العناصر الغذائية، ولكن من المحتمل أن يكون هذا التأثير غير مهم نظرًا لأن المتطلبات الغذائية للديدان صغيرة نسبيًا. عند الخنازير والبشر، رُبطت الأسكاريس بعدم تحمل اللاكتوز وسوء امتصاص فيتامين أ، والأحماض الأمينية، والدهون. قد ينتج ضعف امتصاص المغذيات عن الضرر المباشر الذي يحدث لجدار الغشاء المخاطي للأمعاء أو عن تغيرات أكثر دقة مثل الاختلال في توازن المواد الكيميائية والتغيرات في فلورا الأمعاء. بدلًا من ذلك، قد يؤدي إطلاق الديدان لمثبطات انزيم البروتياز بغرض الدفاع ضد عمليات الجهاز الهضمي في الجسم، إلى إضعاف تحلل العناصر الغذائية الأخرى. بالإضافة إلى ذلك، قد يؤدي الإسهال الناجم عن الديدان إلى تقصير وقت العبور ضمن الأمعاء، وبالتالي تقليل امتصاص العناصر الغذائية.
من الممكن أن يؤدي سوء التغذية الناتج عن الديدان إلى الإصابة بفقدان الشهية. كشفت دراسة أجريت على 459 طفلًا في زنجبار عن زيادة فورية في الشهية بعد التخلص من الديدان. قد يكون فقدان الشهية نتيجة لاستجابة الجسم المناعية وضغط التصدي للعدوى. على وجه التحديد، رُبطت بعض السيتوكينات، التي تُفرز في الاستجابة المناعية عند الإصابة بالديدان، بفقدان الشهية عند الحيوانات.

### فقرالدم
قد تسبب الديدان الطفيلية فقر الدم الناجم عن عوز الحديد. وهو الشكل الأخطر في حالات العدوى الشديدة بالديدان الشصّية، حيث تتغذى فتاكة أمريكا والأنكلستوما الاثنا عشرية على دم مضيفيهما بشكل مباشر. على الرغم أن الاستهلاك اليومي للدودة الفردية (0.02-0.07 مل و0.14-0.26 مل على التوالي) صغير، يمكن للاستهلاك الجماعي في ظل العدوى الشديدة أن يكون مهمًا سريريًا. قد تسبب الدودة المسلكة شعرية الذيل المعوية فقر الدم أيضًا. ارتبط فقر الدم أيضًا بانخفاض القدرة على تحمل العمل البدني، وانخفاض القدرة على تعلم معلومات جديدة، وخمول الذهن، والهيوجية، والإرهاق. وجدت دراسة حول تأثير التخلص من الديدان ومكملات الحديد أجريت على 47 طالبًا من جمهورية الكونغو الديمقراطية، أن التدخل يحسن الوظيفة المعرفية. وجدت دراسة أخرى أجريت على 159 من تلاميذ المدارس الجامايكية، أن التخلص من الديدان أدى إلى تحسين الذاكرة اقصيرة الأمد السمعية ومسح واسترجاع الذاكرة طويلة المدى خلال فترة تسعة أسابيع.

### التغييرات المعرفية
قد يؤثر سوء التغذية الناجم عن الديدان الطفيلية على الوظيفة المعرفية ما يؤدي إلى انخفاض الأداء التعليمي وانخفاض التركيز وصعوبة تلخيص المهام المعرفية. يرتبط نقص الحديد عند الرضع والأطفال في مرحلة ما قبل المدرسة بـ «بحصولهم على درجات أقل... في اختبارات التطور العقلي والحركي... [بالإضافة إلى] زيادة الخوف، وعدم الانتباه، وانخفاض الاستجابة الاجتماعية». وجدت الدراسات التي أجريت في الفلبين وإندونيسيا وجود علاقة كبيرة بين داء الديدان الطفيلية وانخفاض الذاكرة والطلاقة. ترتبط أيضًا الحمولات الطفيلية الكبيرة، خاصةً عدوى الدودة الشصية الشديدة، بالتغيب، وقلة الالتحاق بالمدارس، والتسرب بين أطفال المدارس.

## وصلات خارجية
- معلومات عامة حول الاٍصابات الناتجة عن الديدان الطفيلية